# Arica a Parinacota
Arica a Parinacota (španělsky Arica y Parinacota) je jedním z chilských regionů. Sousedí na severu s Peru, na jihu s regionem Tarapacá. Na východě je ohraničen státní hranicí s Bolívií, na západě Pacifikem. Zabírá 2,23 % rozlohy celého Chile a žije zde 1,08 % chilské populace. Region Arica a Parinacota vznikl v roce 2007, do té doby jeho území součástí regionu Tarapacá.

## Administrativní dělení regionu
Region se dále dělí na 2 provincie a 4 komun.
| \| Provincie \| Komuna \| \| -------------------- \| ----------- \| \| Provincie Arica \| 1 Arica \| \| Provincie Arica \| 2 Camarones \| \| Provincie Parinacota \| 3 Camiña \| \| Provincie Parinacota \| 4 Colchane \| | Arica Putre General · Lagos Camarones |
| Provincie | Komuna                                |
| Provincie Arica | 1 Arica                               |
| Provincie Arica | 2 Camarones                           |
| Provincie Parinacota | 3 Camiña                              |
| Provincie Parinacota | 4 Colchane                            |

## Fotogalerie

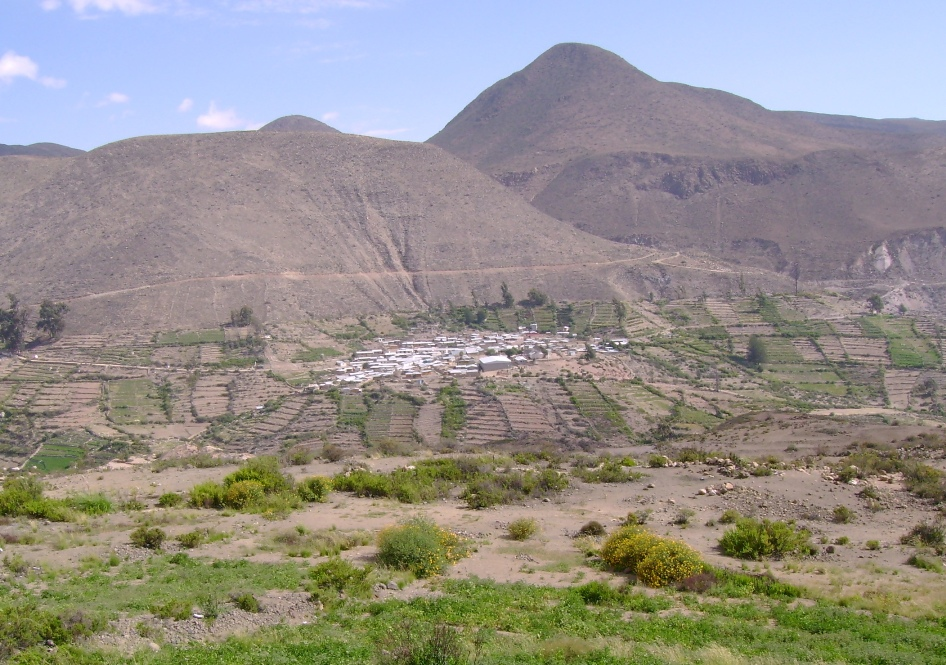
zdejší krajina
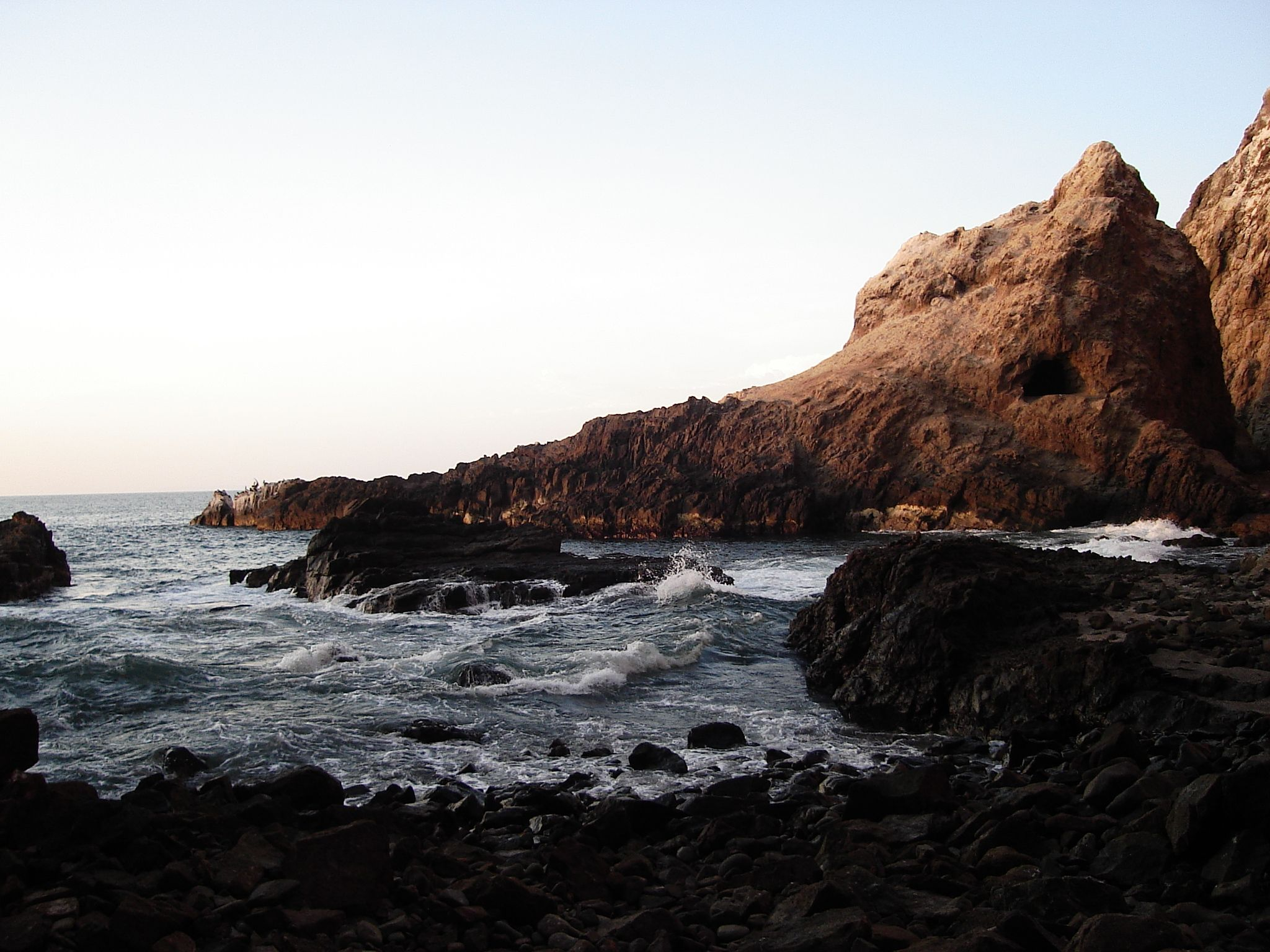
pobřeží u města Arica
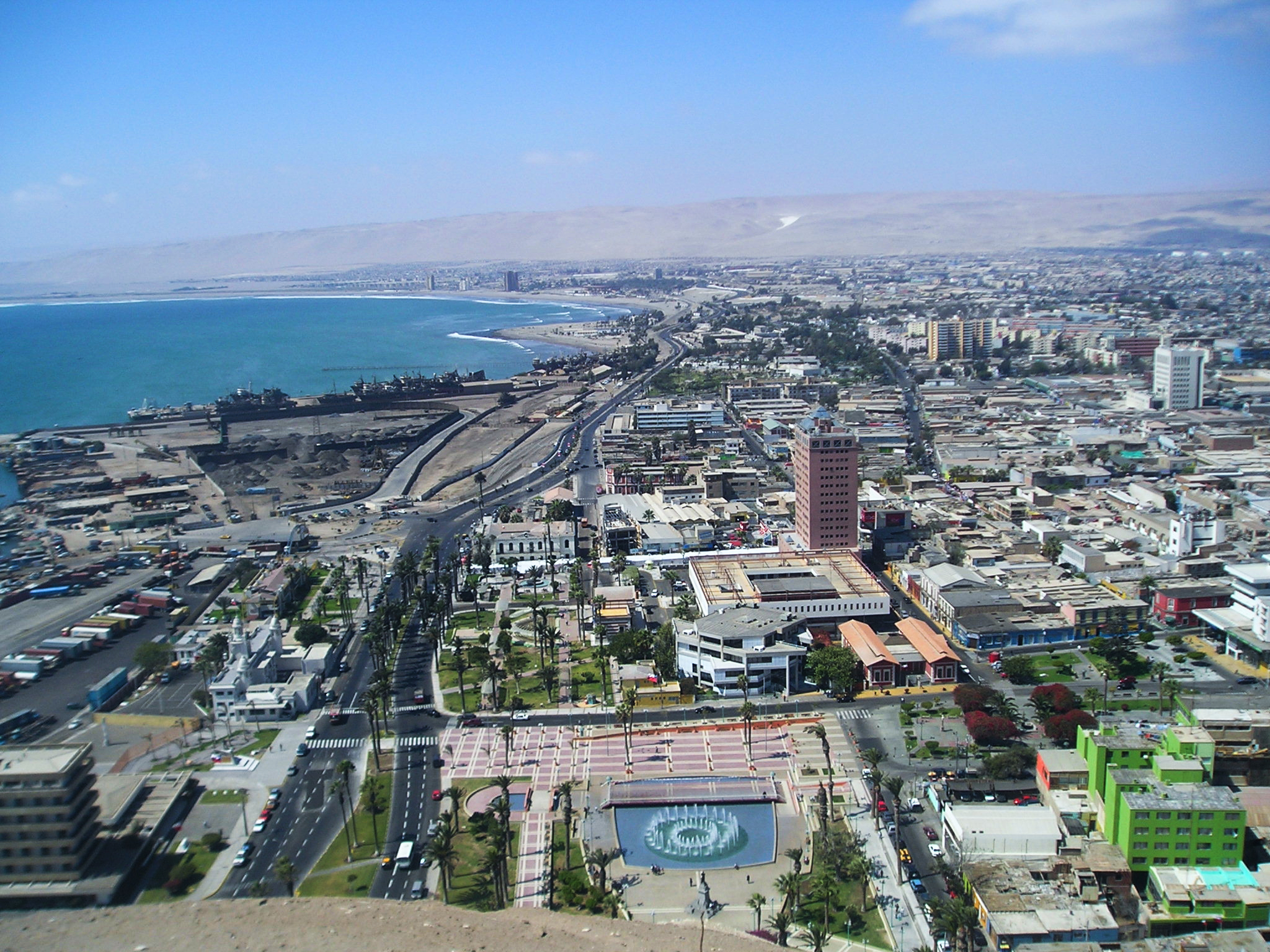
město Arica
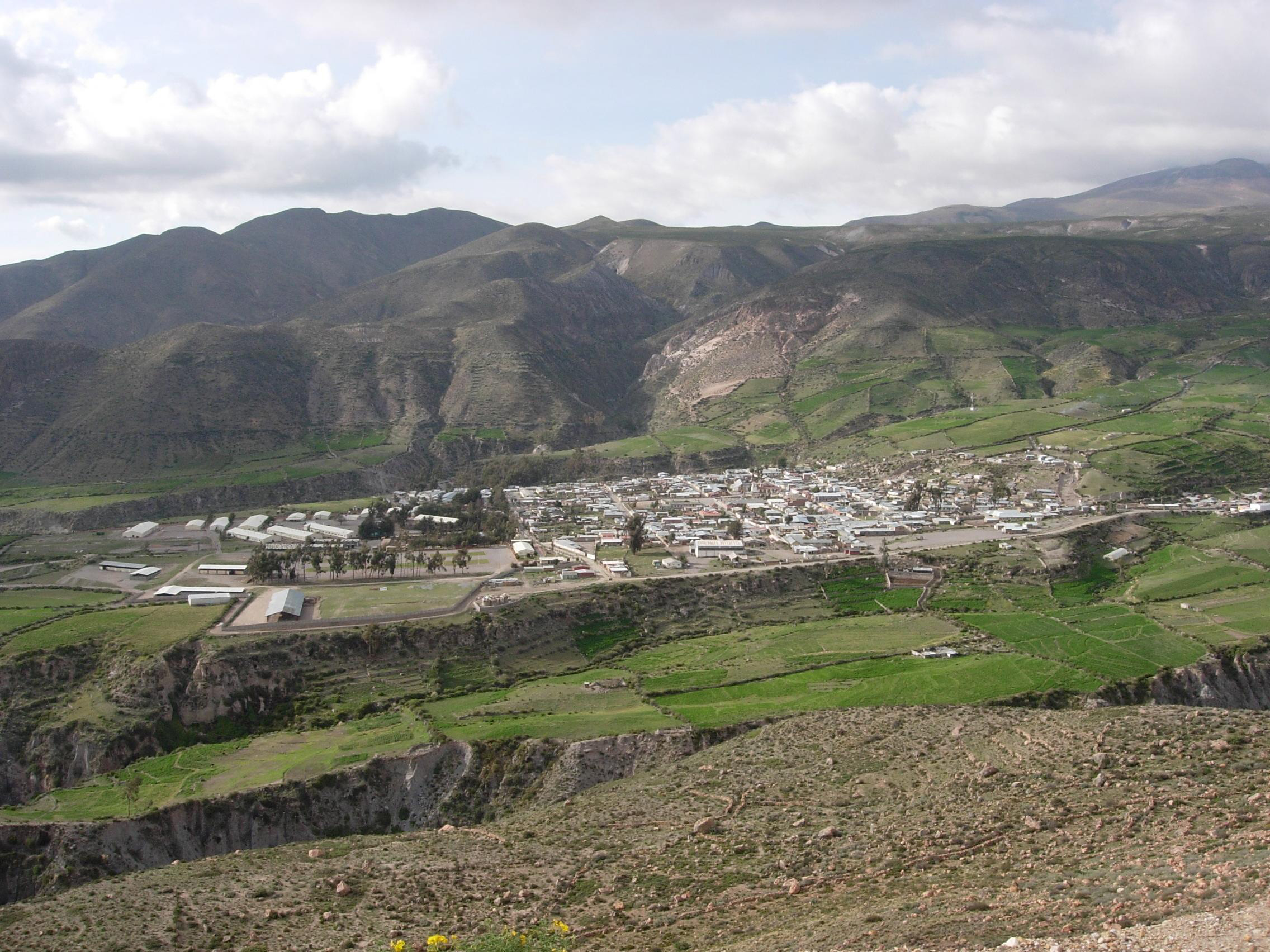
vesnice Putre